# 문평군
문평군 이종윤(文平君 李從胤, 1428년 ~ 1497년 12월)은 조선의 왕족 종실이다.

## 생애

### 일생
본관은 전주(全州)이고 자(字)는 가계(可繼)이다.
풍안군 이효손의 장남(長男)으로 출생하여 10세 시절이던 1437년 하릉도정 이확의 양자(養子)로 출계한 그는 왕족 종실 신분의 몸으로 세종대왕 말기 때인 1449년에 학행 문음 음서로써 문관 관직에 천거된 이후 문관(文官)과 무관(武官) 직위를 두루 역임한 그는 세조 때인 1462년에는 군기주부를 거쳐 안주판관을 역임하였으며 1484년에는 관직에서 물러나 칩거하다가 13년이 지난 1497년 12월에 향년 70세로 훙서(薨逝)하였다.

### 사후
1535년(중종 30년)에 가선대부 형조참판 겸 동지의금부사로 추서되었다.

## 같이 보기
- 문양군 (친아우)
- 광평대군